# Співдружність невизнаних держав
Співдружність невизнаних держав (СНД-2) — неформальне об'єднання невизнаних держав на пострадянському просторі, засноване в 1992-му році. Створене для консультацій, взаємодопомоги, координації і спільних дій невизнаними самопроголошеними державними утвореннями на пострадянській території — Абхазією, Придністровською Молдавською Республікою і Південною Осетією. Також до цього об'єднання входили Республіка Сербська Країна (1992—1995), Республіка Сербська (1992—1995) та Нагірно-Карабаська Республіка (1992—2023). Формально угода про створення об'єднання була досягнута на зустрічі міністрів закордонних справ цих республік у 2000 році в Тирасполі.

## Загальна характеристика
Об'єднує учасників цього об'єднання те, що всі вони на початку 1990-х рр. відділилися від незалежних держав, що виникли внаслідок розпаду СРСР, — Азербайджану, Грузії та Молдови, а появі їх як самопроголошених державних утворень сприяли запеклі політико-етнічні конфлікти, що супроводжувалися масовими людськими жертвами.
Незважаючи на юридичну невизнаність (тільки Абхазія і Південна Осетія одержали визнання з боку Росії, Нікарагуа в 2008 р. і Венесуели в 2009 р.), члени співдружності продовжують існувати вже протягом досить тривалого часу. Всі вони мають такі атрибути незалежної державності, як власні конституції, уряду, збройні сили, органи держбезпеки, митні та прикордонні служби. Політичні та економічні структури невизнаних держав більш-менш пристосувалися до існування в умовах «ні миру, ні війни, ні міжнародного визнання», хоча процес відновлення зруйнованої економіки в умовах фактичної ізоляції від зовнішнього світу дуже повільний.
Врегулювання проблеми невизнаних держав Кавказу ускладнює наявність сотень тисяч біженців — вірмен, азербайджанців, осетин, грузин, що були змушені покинути свої будинки в результаті збройних зіткнень і етнічних чисток.
Невизнані держави не приховують своїх надій на правове оформлення фактично досягнутої незалежності. Через відсутність необхідної для цього широкої міжнародної підтримки, основні надії покладаються на російське керівництво, яке, фактично, є основною причиною існування цих утворень, чи, принаймні, на впливові сили, які надавали їм підтримку протягом останніх років. Більшість жителів Абхазії і Південної Осетії прийняли російське громадянство. Влада Південної Осетії оголошувала, що після визнання незалежності від Грузії вони мають намір на підставі історичних фактів реалізовуватимуть ідею входження до Росії і об'єднання з Північною Осетією. В Абхазії, керівництво якої в 1995 р., зокрема, пропонувало входження до Росії як суб'єкта федерації, пізніше заговорили про статус вільної асоціації з Росією. Влада Абхазії і Придністров'я оголошували про бажання вступити до СНД.
У березні 2005 р. російська Держдума розглянула, але відмовилася прийняти запропонований депутатами фракції «Родіна» законопроєкт про поправки до прийнятого раніше конституційного закону «Про порядок прийняття до Росії і утворення в її складі нового суб'єкта РФ». Відповідно до законопроєкту, колишні радянські автономії могли б увійти до складу Росії на підставі волевиявлення народу, що проживає на даній території, без укладання міжнародного договору з пострадянською державою, до складу якої вони офіційно входять. На думку Дмитра Рогозіна, Андрія Савельєва і Наталії Нарочницької, що підготували законопроєкт, це могло б вирішити проблеми Придністров'я, Абхазії і Південної Осетії. За словами Андрія Савельєва, законопроєкт міг би «виправити історичну несправедливість»: при розпаді СРСР республіканські влади («малі метрополії») не проводили в автономних утвореннях (майбутніх невизнаних державах) референдуми про вихід з СРСР, таким чином порушивши чинну на той момент союзну Конституцію, а референдуми про незалежність «малих метрополій» в самих автономіях не відбулися. Законопроєкт, проте, отримав негативні висновки комітетів Держдуми у міжнародних справах та у справах Федерації та регіональної політики. У ході голосування ініціативу «Родіни» підтримала лише КПРФ. ЛДПР і «Единая Россия» відмовилися від участі в голосуванні.